# Avià
Avià är en kommun i Spanien.   Den ligger i provinsen Província de Barcelona och regionen Katalonien, i den östra delen av landet, 500 km öster om huvudstaden Madrid. Antalet invånare är 2 259. Arean är 27,2 kvadratkilometer. Avià gränsar till Berga, Olvan, Casserres, Montclar, L'Espunyola och Capolat. 
Terrängen i Avià är kuperad åt nordväst, men åt sydost är den platt.

## Bilder

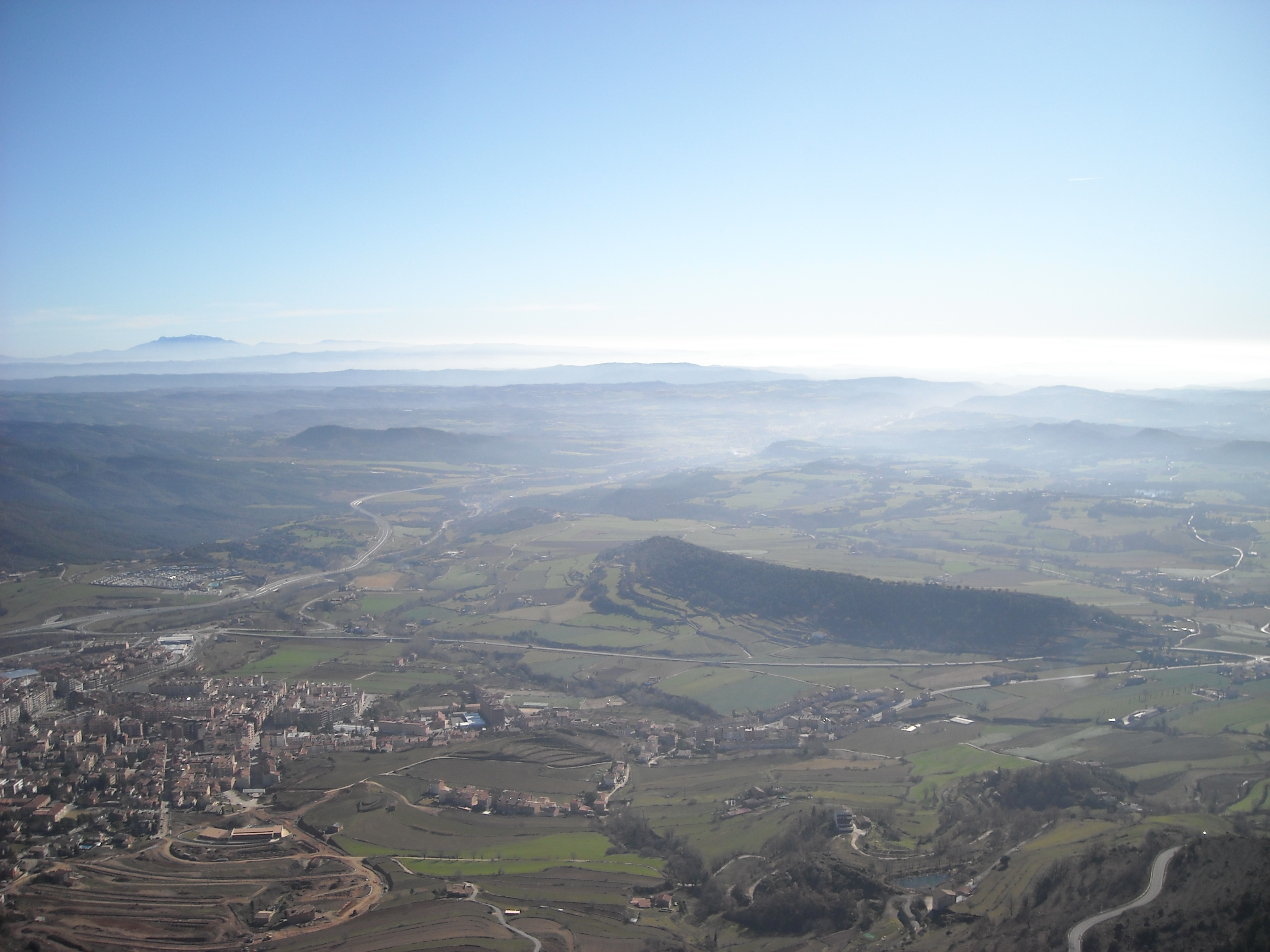
Avià and Serra de Noet from Queralt
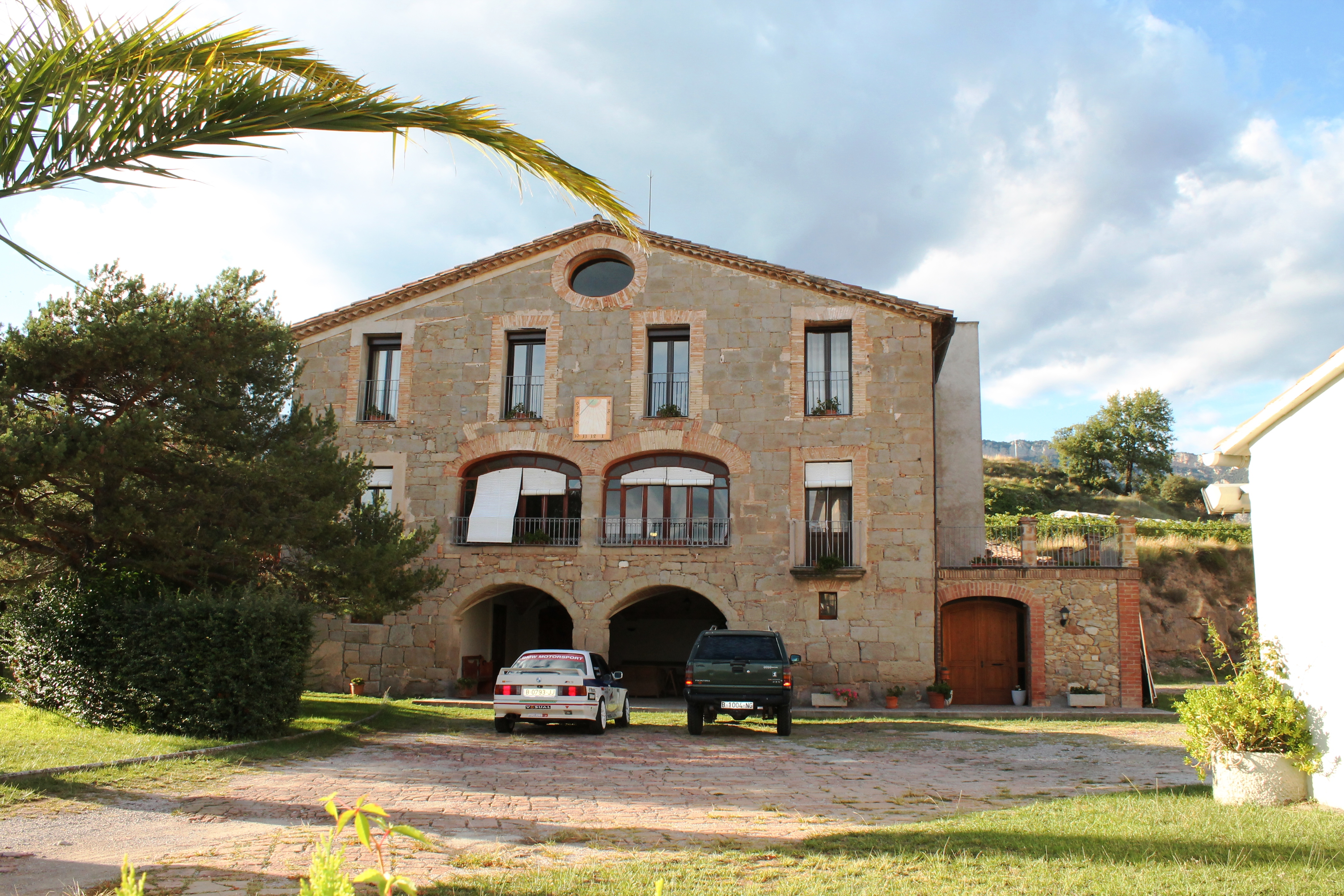
Cal Mas
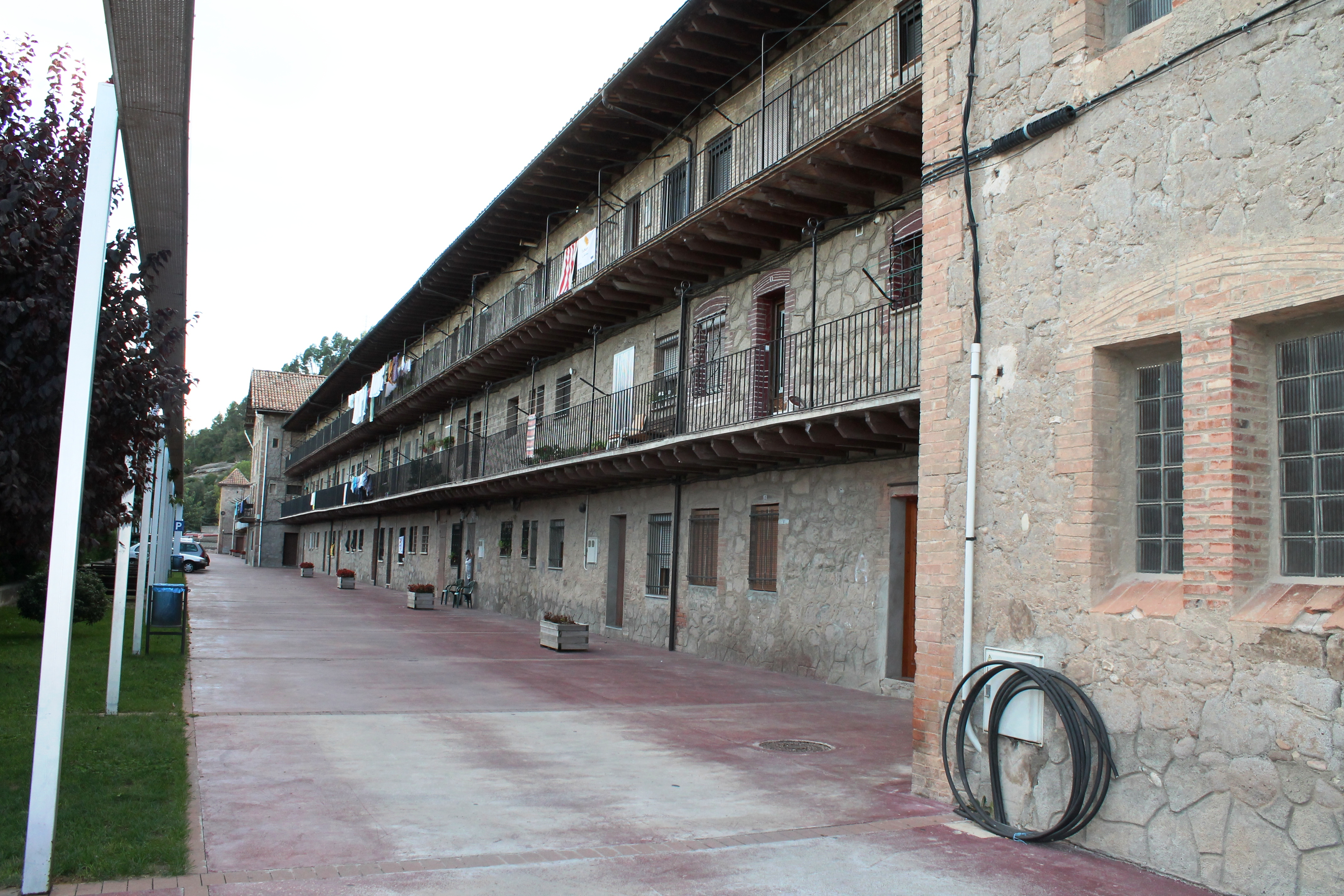
La Plana
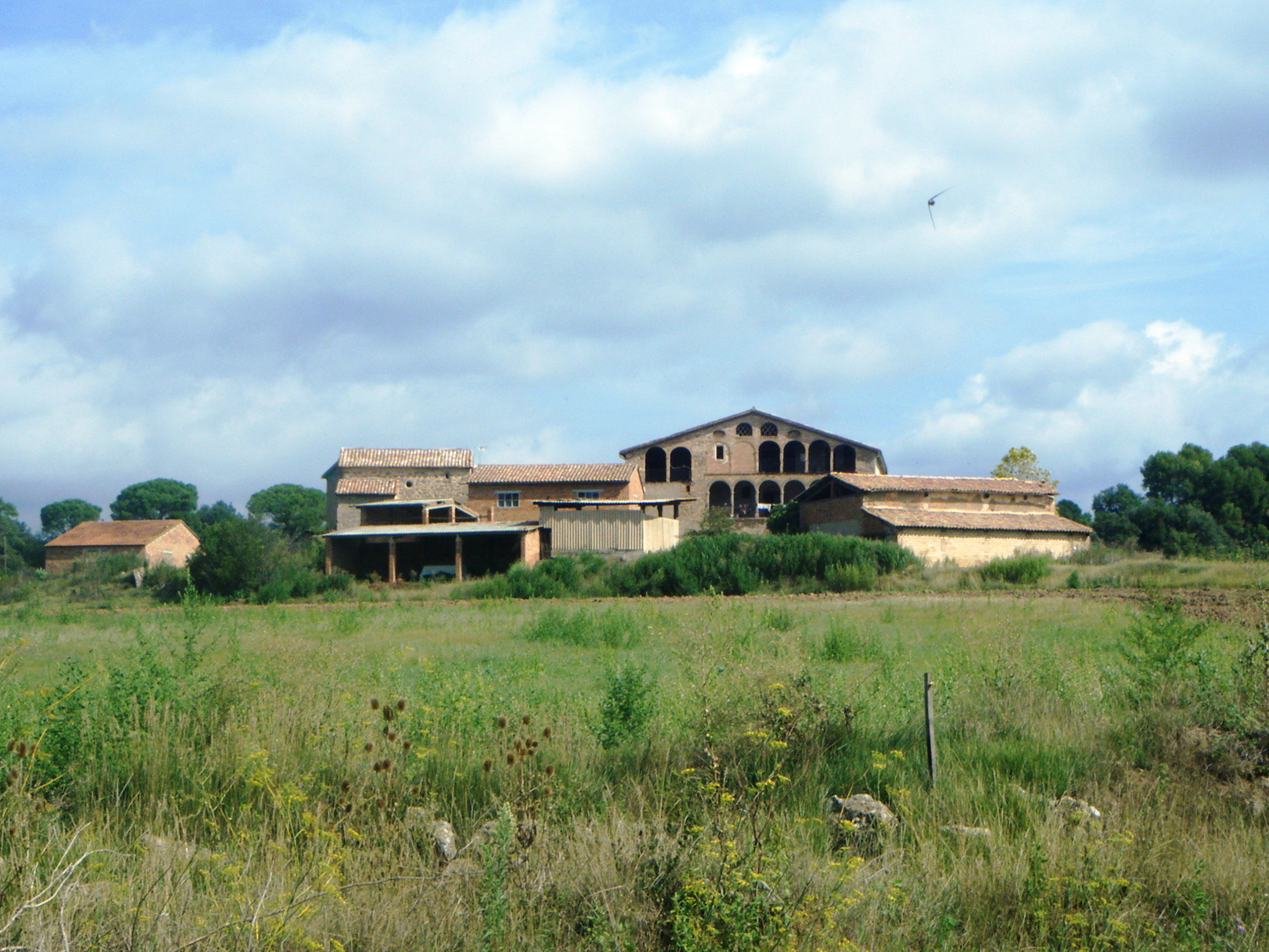
Bellús
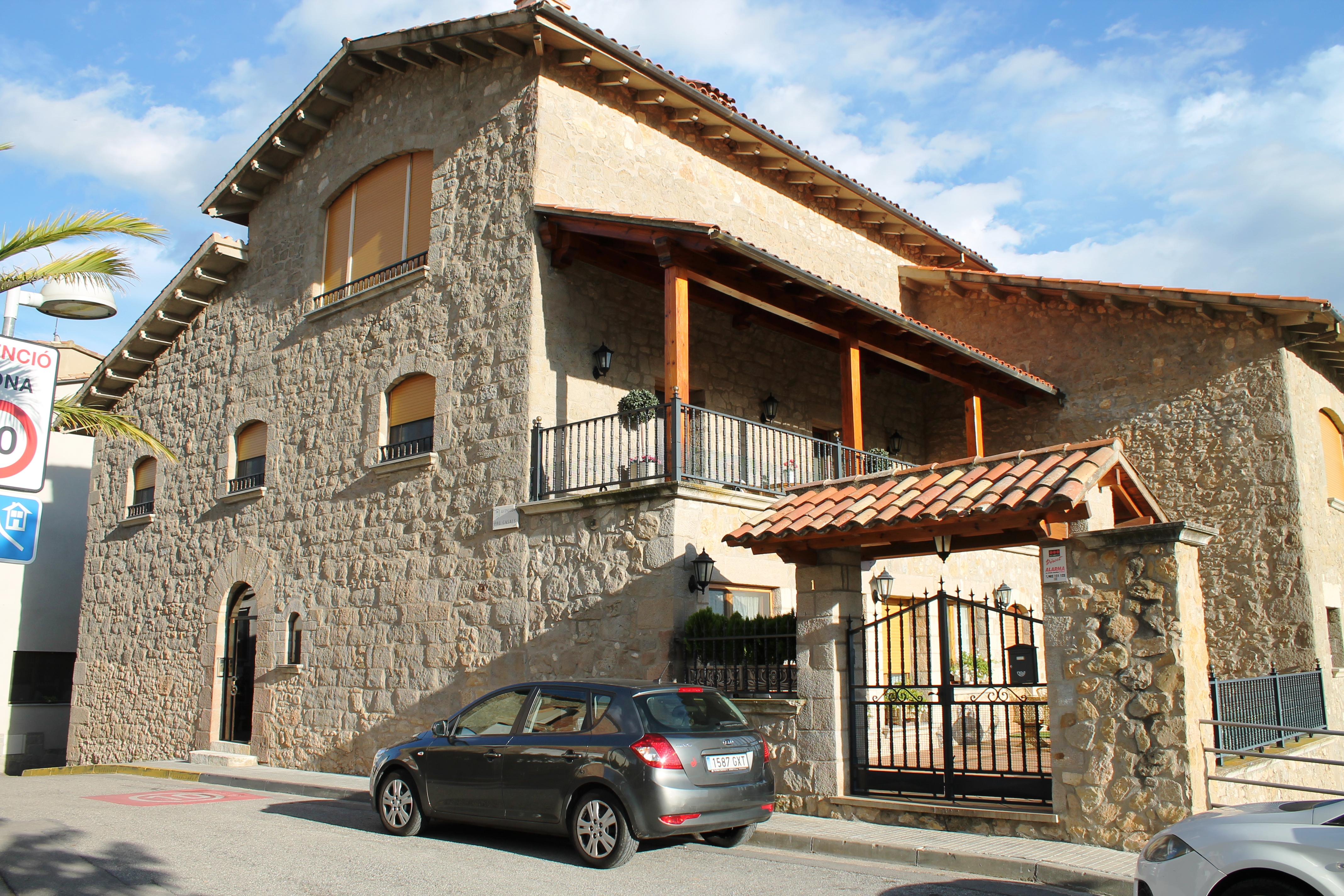
Salvans
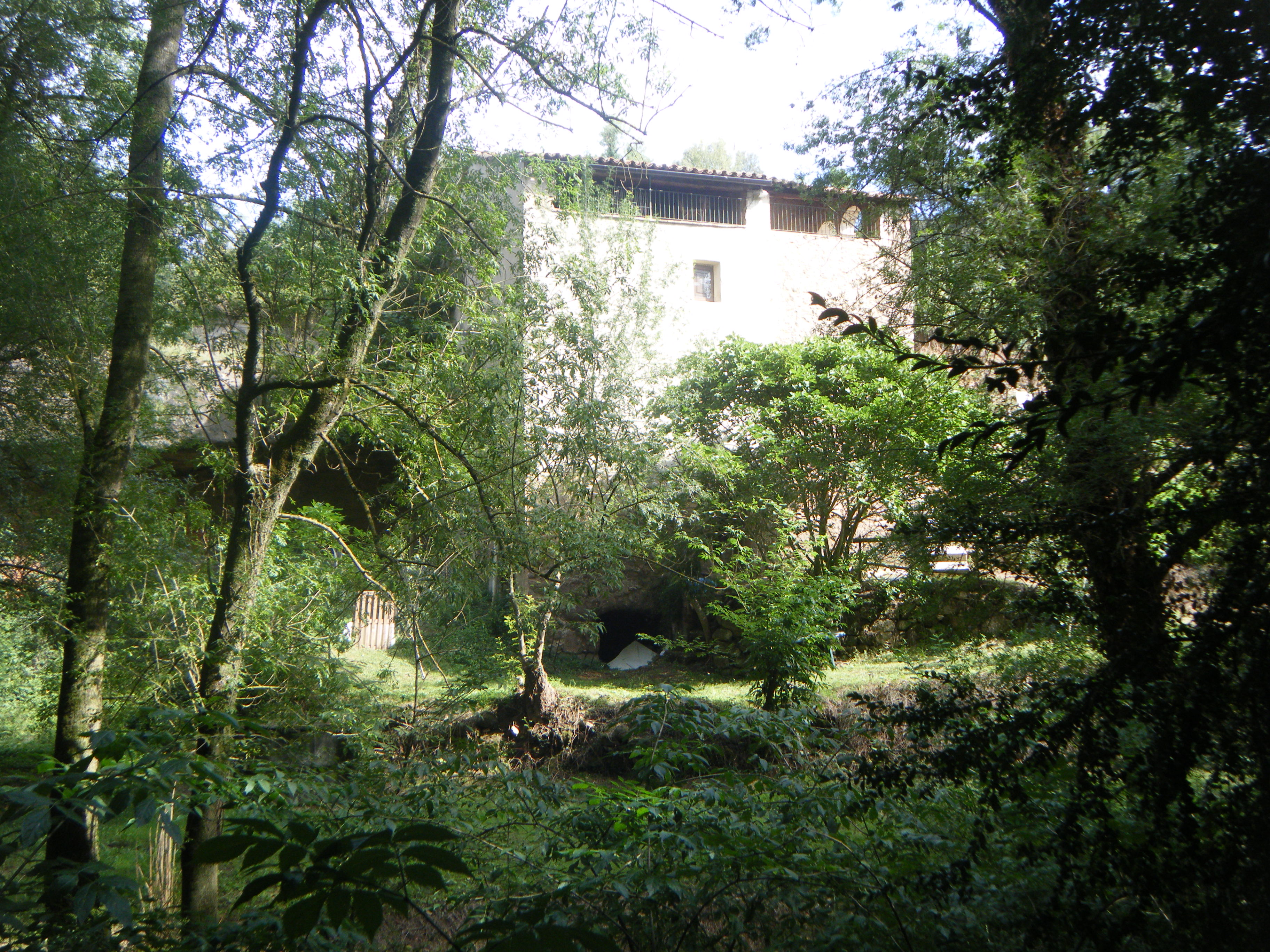
Molí de Bellús
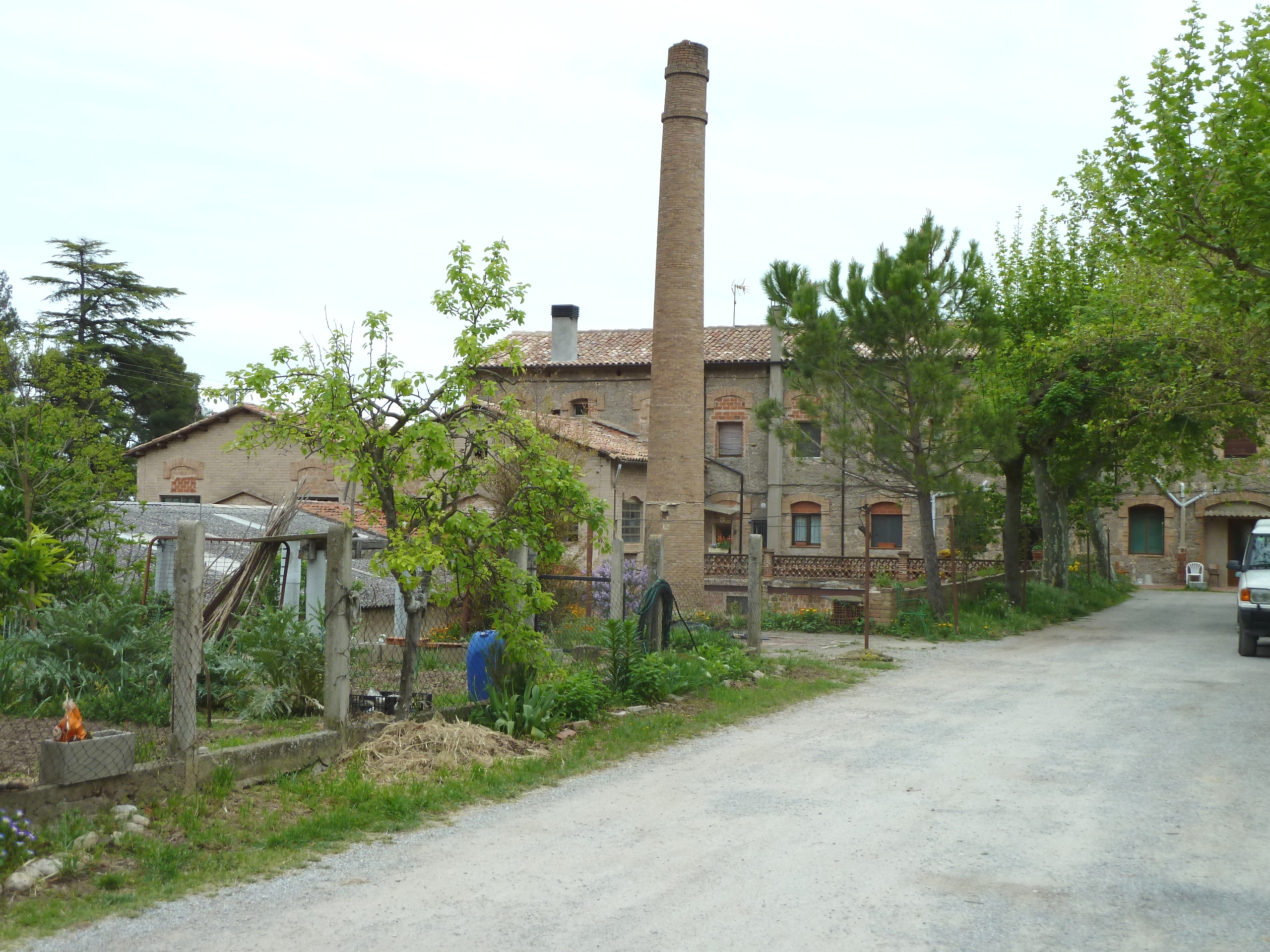
Molí del Castell
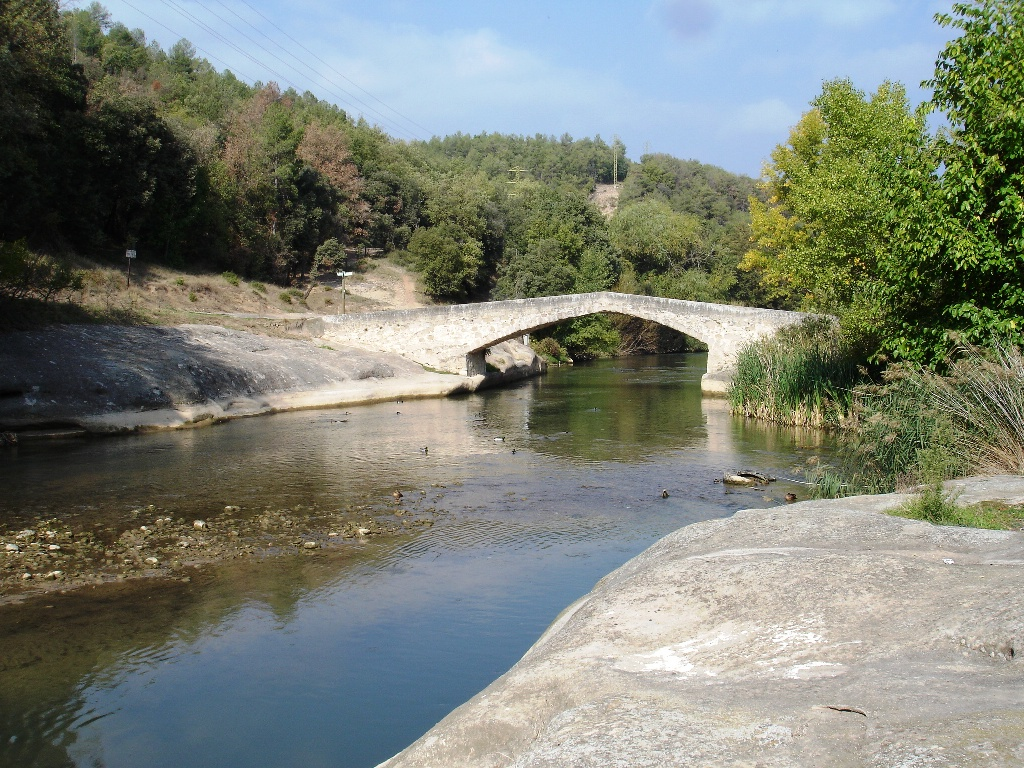
Pont d'Orniu
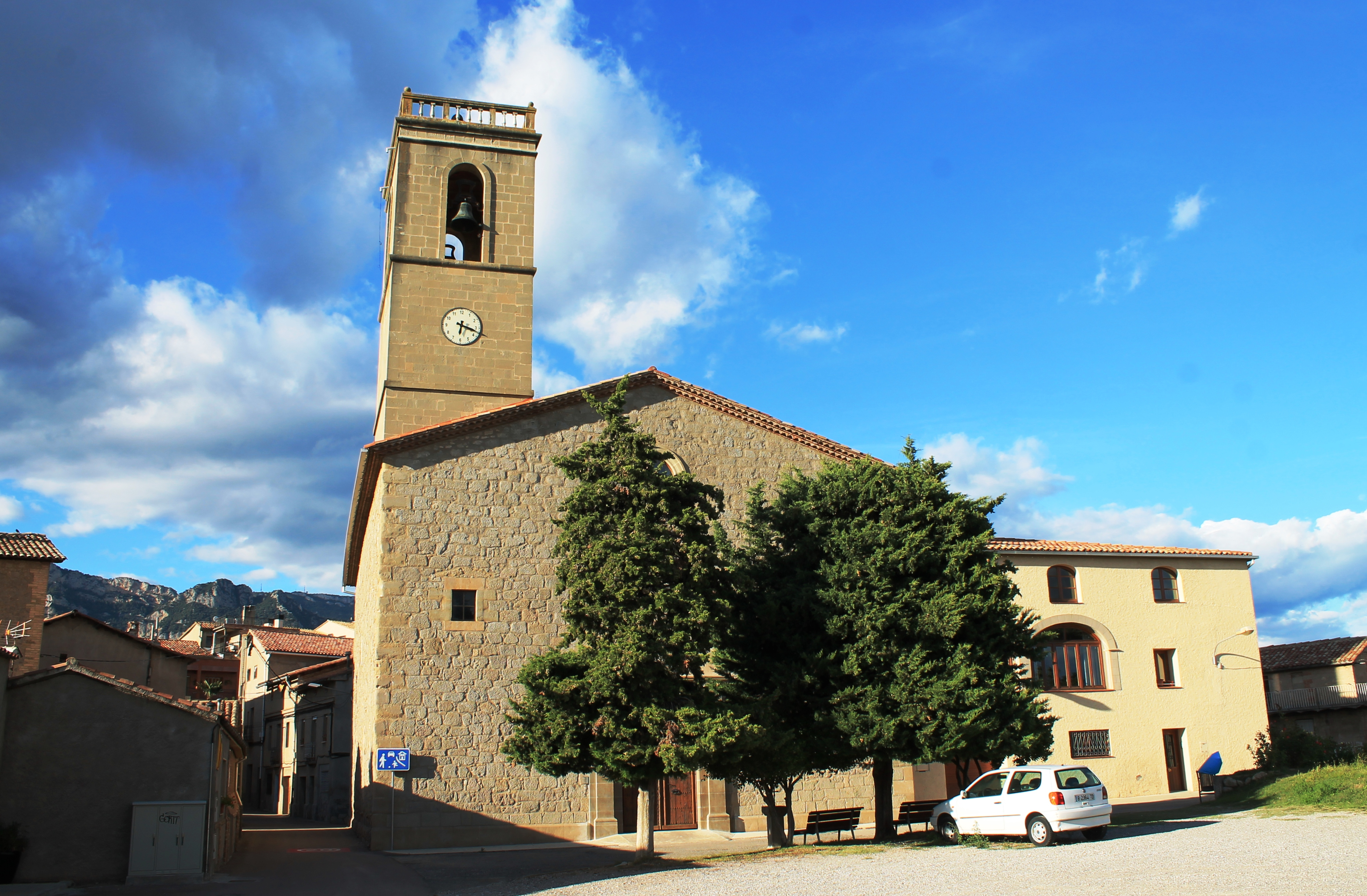
Sant Martí d'Avià
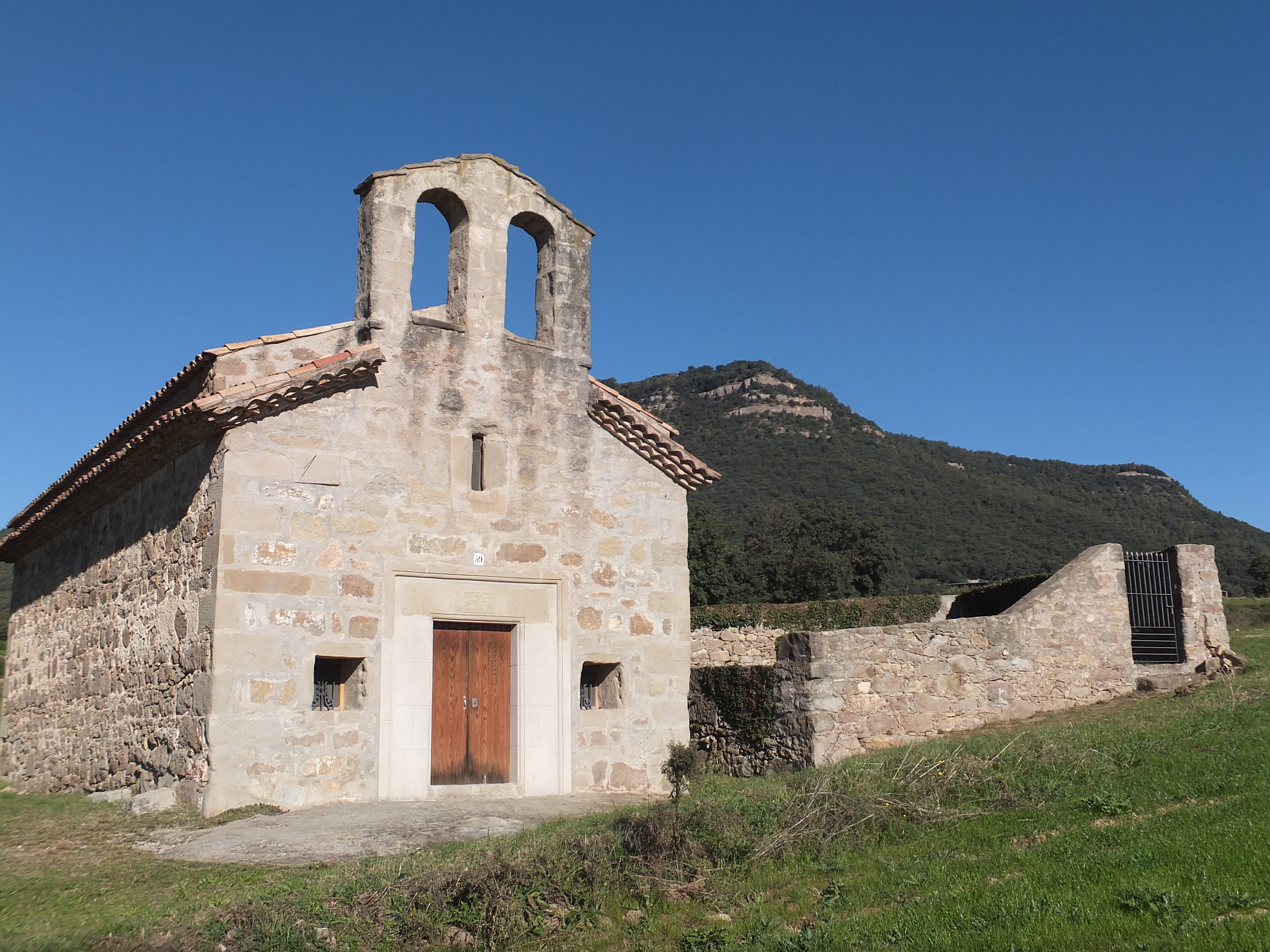
Sant Serni de Clarà
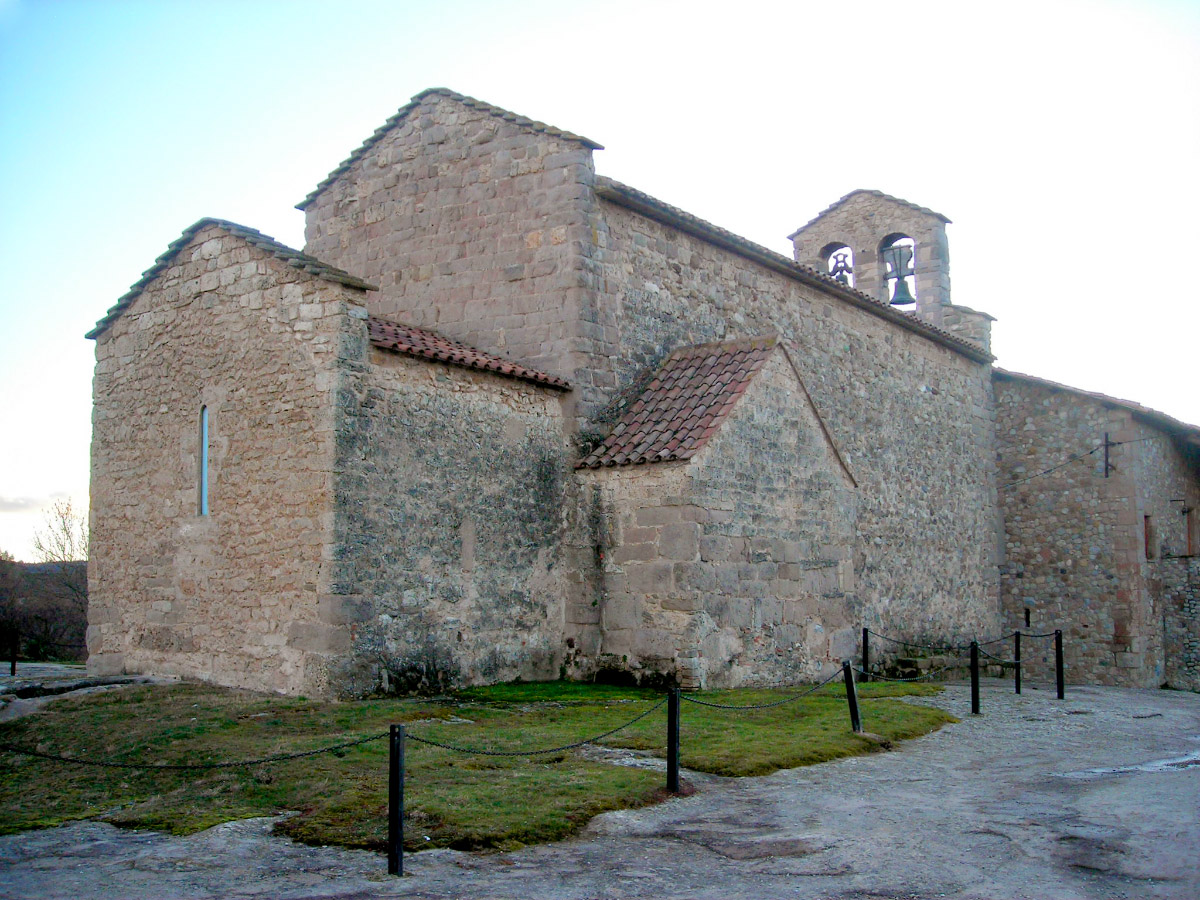
Sant Vicenç d'Obiols
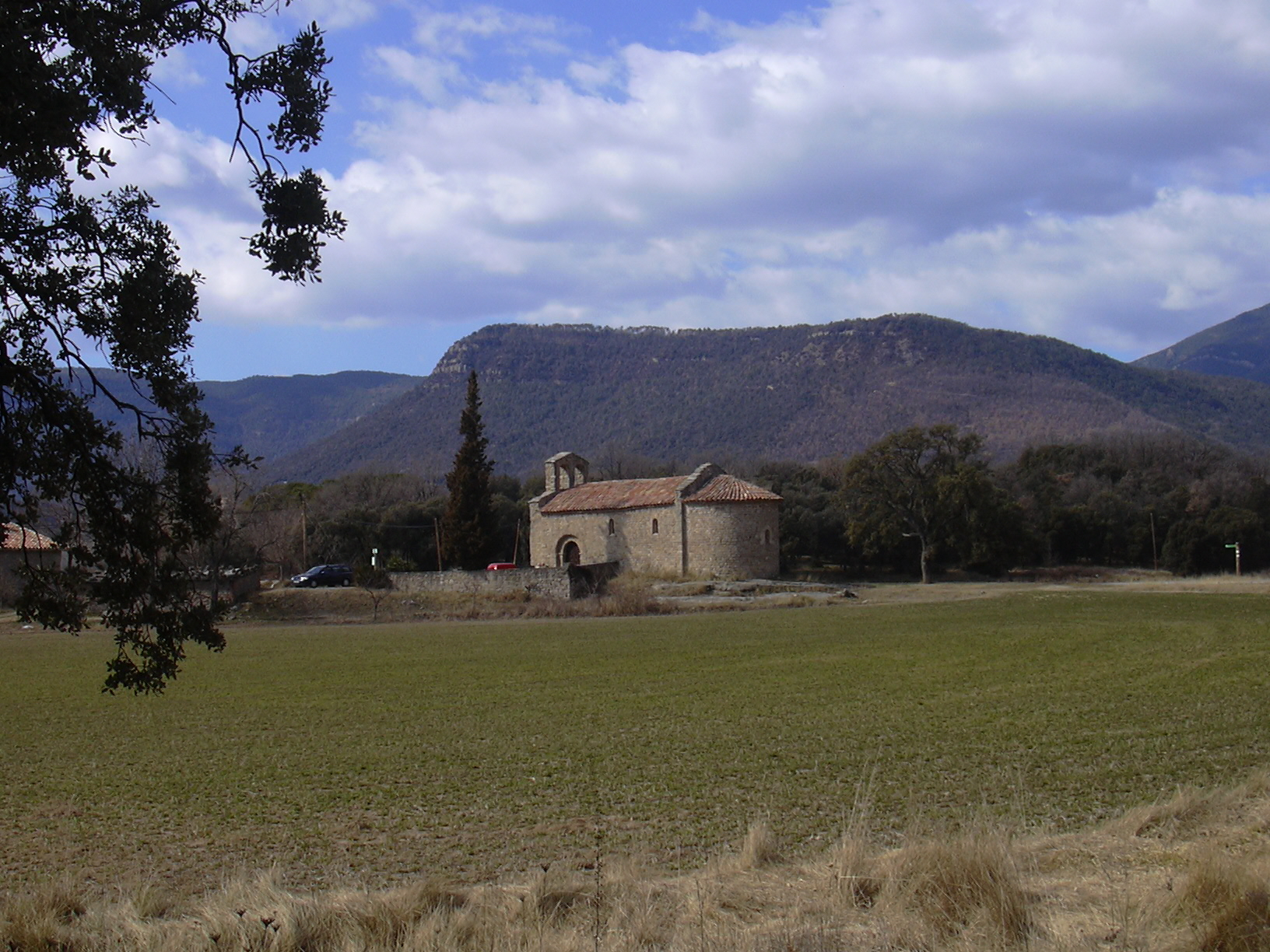
Santa Maria d'Avià
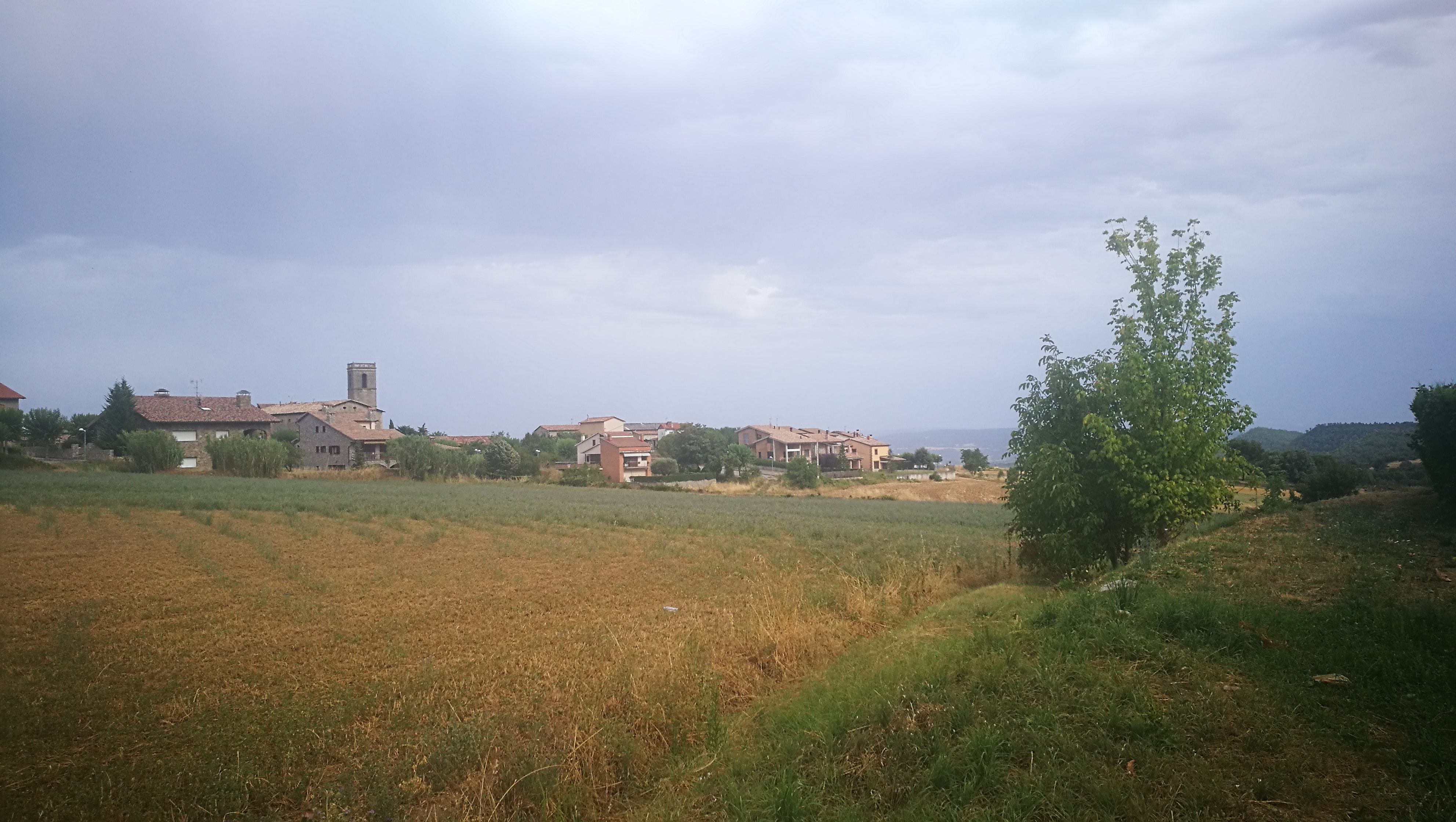
Avià from the swimming pool
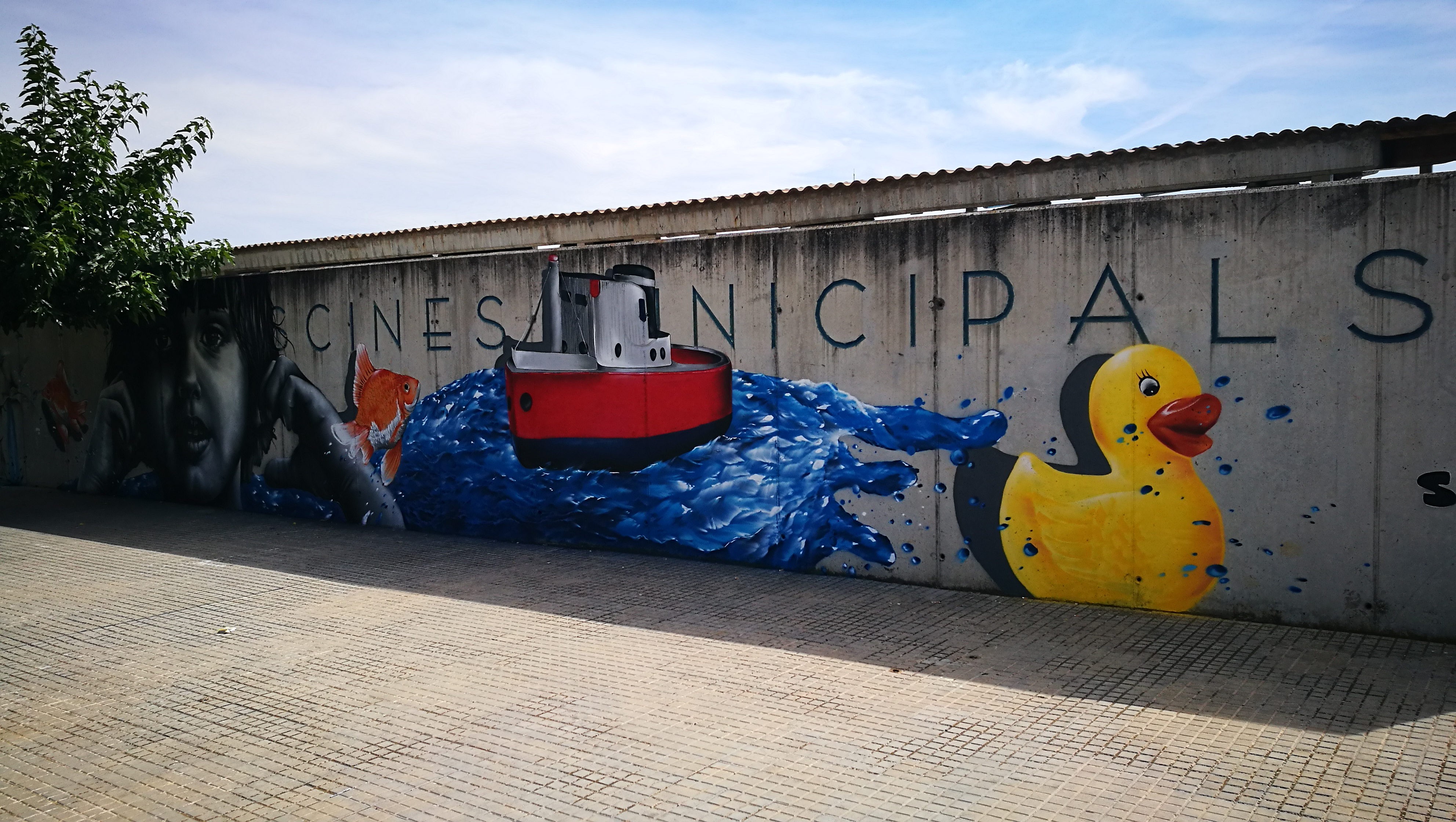
Graffiti in the swimming pool
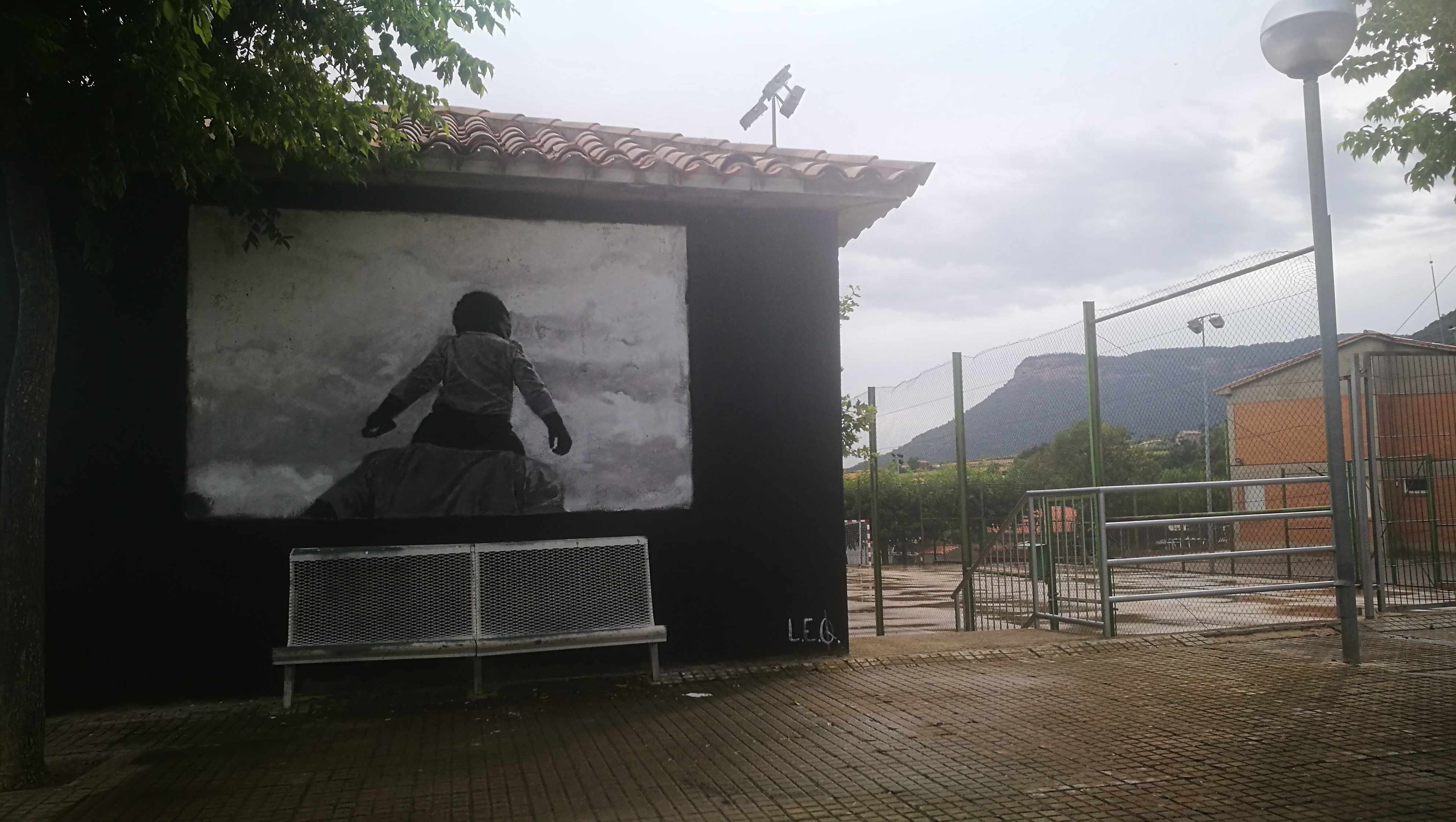
Graffiti close to the school